# کولیمبوسور
کولیمبوسور(نام علمی: Colymbosaurus) نام یک سرده از تیره کریپتپکلیدیدیا است.